# Jerzy Kuczera

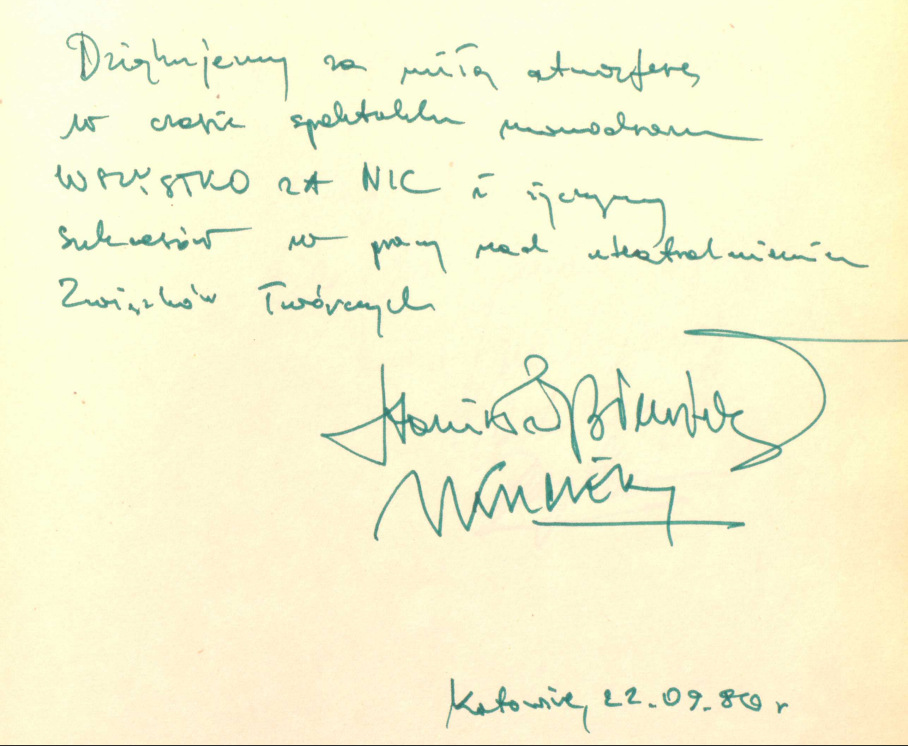
Pamiątkowy wpis Stanisława Bieniasza i Jerzego Kuczery do Kroniki Klubu Związków i Stowarzyszeń Twórczych, Katowice, 22.09.80r.

Jerzy Wiktor Kuczera (ur. 12 kwietnia 1951 w Rowieniu, zm. 31 marca 2023 w Żorach) – polski aktor teatralny, filmowy i telewizyjny.

## Życiorys
Był synem Franciszka i Marty. W 1974 ukończył studia na Państwowej Wyższej Szkole Teatralnej w Krakowie. 31 grudnia tego roku zadebiutował w roli brata Jana w Romeo i Julii Williama Szekspira w reż. Grzegorza Mrówczyńskiego na deskach Teatru Płockiego.
W latach 1974–1977 występował na scenie Teatru Płockiego. Od 1977 był aktorem Teatru Śląskiego im. Stanisława Wyspiańskiego w Katowicach.
Podczas swojej bogatej kariery teatralnej zagrał kilkadziesiąt ról, m.in. Alfreda w Mężu i żonie Aleksandra Fredry w reż. Henryka Rozena (1976), Orlanda w Jak wam się podoba Williama Szekspira w reż. Krzysztofa Pankiewicza (1977), Włodzimierza Karłowicza Rode w Trzech siostrach Antona Czechowa w reż. Krzysztofa Rościszewskiego (1977), Jaśka w Weselu Stanisława Wyspiańskiego w reż. Michała Pawlickiego (1978), Pantusa w Odprawie posłów greckich Jana Kochanowskiego w reż. Marka Kostrzewskiego (1980), Janusza Kotowicza w Popiele i diamencie Jerzego Andrzejewskiego (1982) i Wolfganga Amadeusa Mozarta w Amadeuszu Petera Shaffera w reż. Jana Maciejowskiego (1984) oraz Hołysza w Wyzwoleniu Stanisława Wyspiańskiego w reż. Jana Błeszyńskiego (1987) i Gildensterna w Hamlecie Williama Szekspira w reż. Jana Maciejowskiego (1987), a także doktora w Dziadach Adama Mickiewicza w reż. Krzysztofa Babickiego (2011) i rybaka, Afrykanina, ludożercę w Przygodach Sindbada Żeglarza Bolesława Leśmiana w reż. Jarosława Kiliana (2011).
Występował również w Teatrze Telewizji, m.in. w spektaklach: Warszawianka Stanisława Wyspiańskiego w reż. Jerzego Golińskiego jako porucznik III (1972), Młyn Lopego de Vegi w reż. Haliny Gryglaszewskiej jako Arystyd (1975), Uczeń diabła George’a Bernarda Shawa w reż. Marka Tadeusza Nowakowskiego jako Ryszard Dugdeon (1978) oraz w Prawie głosu Ewy Bober w reż. Gerarda Zalewskiego jako łącznik (1979) i w Kucharkach Nory Szczepańskiej w reż. Marcelego Kochańczyka jako Didi (1981).
Zmarł 31 marca lub 1 kwietnia 2023.

## Filmografia
- Ślad na ziemi (serial telewizyjny) (1978) – robotnik (odc. 6. Pięć stów)
- Paciorki jednego różańca (1979)
- Grzeszny żywot Franciszka Buły (1980) – Edik Grossbaum
- Blisko, coraz bliżej (serial telewizyjny) (1982–1986):

● odc. 8. Niepokój i gniew. Rok 1919 (1982)
● odc. 15. Wycieczka w niedzielę. Rok 1941 (1986)
- Na straży swej stać będę (1983)
- Śmierć jak kromka chleba (1994)
- Pierwsza miłość (serial telewizyjny) (2004–2011) – szef grupy bandytów, która przez pomyłkę porwała Marysię Radosz
- Barbórka z cyklu Święta polskie (2005) – Grzela
- Kryminalni (serial telewizyjny) (2006) – komendant posterunku w Niestachowie (odc. 41. Tryptyk śląski. Grabarz)
- Bolesław Huberman, czyli Zjednoczenie Europy i skrzypce (2010) – krytyk

## Odznaczenia, nagrody i wyróżnienia
- Złoty Krzyż Zasługi (2002)
- Srebrny Krzyż Zasługi (1999)
- Nagroda „Aktor-Animator Kultury” przyznawana przez Towarzystwo Kultury Teatralnej (1994)
- Wyróżnienie na I OKNWPSW za rolę Janusza w spektaklu Hałdy Stanisława Bieniasza w Teatrze Śląskim im. Stanisława Wyspiańskiego w Katowicach (1995)
- Nagroda im. Leny Starke za rolę Von Kalba w sztuce Intryga i miłość w Teatrze Śląskim w Katowicach (2000)
- Nagroda Prezydenta Katowic w dziedzinie kultury (2002)